# Bitti
Bitti – miejscowość i gmina we Włoszech, w regionie Sardynia, w prowincji Nuoro. Graniczy z Alà dei Sardi, Buddusò, Lodè, Lula, Nule, Onanì, Orune, Osidda i Padru.
Według danych na rok 2019 gminę zamieszkiwało 2733 osób, 13 os./km².